# Moviment de Resistència Bimaal
El Moviment de Resistència Bimaal (Bimaal Resistance Movement - BIREM) és una milícia del clan bimaal de Merka, a Somàlia que va sorgir abans del 2000 per oposar-se al control de la ciutat pel clan habar gedir que havia imposat la xaria. Els seus primers atacs foren contra les agències internacionals per desacreditar els habar gedir, els quals en revenja va incitar lluites entre clans.
El Moviment es va aliar (2000) al grup també de base bimaal del Moviment Nacional Somali del Sud, i va donar suport al Govern Nacional de Transició, suport que després li va retirar (2002). El 2004 va donar suport al Govern Federal de Transició.